# Лури, Джон
Джон Лури (иногда Лурье, англ. John Lurie) (род. 14 декабря 1952) — американский музыкант-саксофонист, композитор, художник, режиссёр, актёр и продюсер.
В России невероятную популярность приобрела его акварель Bear Surprise (в России переименованная в «Медвед» или «Превед»), ставшая символом одноименного виртуального мема.
Джон Лури снимался в трёх фильмах Джима Джармуша: «Отпуск без конца», «Более странно, чем в раю» и «Вне закона». Также для этих фильмов и ленты «Таинственный поезд» Лури написал музыку.
Джон Лури появился в эпизодических ролях в фильмах «Дикие сердцем» Дэвида Линча и «Париж, Техас» Вима Вендерса. Также музыканта можно увидеть в роли заключенного в телесериале канала HBO «Тюрьма Оз» и в картине режиссёра Абеля Феррары «Отель „Новая Роза“».
В 2017 году, спустя 17 лет, Джон Лури выпустил свой первый музыкальный альбом «Marvin Pontiac, The Asylum Tapes».

## Ранняя жизнь
Лури родился в Миннеаполисе и вырос вместе со своим братом Эваном и сестрой Лиз в Новом Орлеане, штат Луизиана и в Вустере, штат Массачусетс.
После окончания средней школы Лури автостопом пересёк США и добрался до калифорнийского города Беркли. Он переехал в Нью-Йорк в 1974 году, затем ненадолго посетил Лондон, где исполнил своё первое соло на саксофоне в галерее Acme.

## Дискография

### Джаз-бандLounge Lizards
- The Lounge Lizards (1981)
- No Pain for Cakes (1986)
- Big Heart: Live in Tokyo (1986)
- Voice of Chunk (1988)
- Monterey (1989)
- Live: 1979—1981 (1992)
- Live in Berlin, Volume One (1992)
- Live in Berlin, Volume Two (1993)
- Queen of All Ears (1998)
- Big Heart: Live in Tokyo (2004)

### Соло
- Berlin 1991 Volume One and the Lounge Lizards (1991)
- Men With Sticks: John Lurie National Orchestra (1993)
- The Days with Jacques
- The Legendary Marvin Pontiac (1999)
- Marvin Pontiac: The Asylum Tapes (Strange and Beautiful Music, 2017)[5]

### Музыка к фильмам
- Более странно, чем в раю / The Resurrection of Albert Ayler (1984)
- Вне закона / Variety (1985)
- Таинственный поезд (1989)
- Достать коротышку (1995)
- Лишний багаж (1997)
- Fishing with John (1998)
- African Swim / Manny and Lo (1999)